# Muraltia longicuspis
Muraltia longicuspis är en jungfrulinsväxtart som beskrevs av Porphir Kiril Nicolai Stepanowitsch Turczaninow. Muraltia longicuspis ingår i släktet Muraltia och familjen jungfrulinsväxter. Inga underarter finns listade i Catalogue of Life.